# 안나 보겐홀름
안나 엘리자베스 요한손 보겐홀름 (1970년생)은 스웨덴 베네르스보리 출신의 영상의학과 의사로, 1999년 스키 사고로 얼어붙은 물 속 얼음층 아래에 80분 동안 갇혔다가 살아남았다. 이 시간 동안 그녀는 극심한 저체온증을 겪었고 그녀의 체온은 13.7 °C (56.7 °F)까지 떨어졌다. 이는 우발적 저체온증을 겪은 사람 중 기록된 가장 낮은 생존 체온 중 하나이다. 보겐홀름은 얼음 아래 공기 주머니를 찾을 수 있었지만, 물 속에 40분 동안 있다가 심정지를 겪었다.
구조된 후, 보겐홀름은 헬리콥터로 트롬쇠 대학교 병원으로 이송되었고, 그곳에서 100명 이상의 의사와 간호사로 구성된 팀이 교대로 9시간 동안 그녀의 생명을 구하기 위해 노력했다. 보겐홀름은 사고 발생 10일 후 깨어났는데, 목 아래로 마비되었고 이후 집중치료실에서 두 달 동안 회복했다. 그녀는 이 사고에서 거의 완전히 회복했지만, 2009년 말에는 아직도 신경 손상과 관련된 손과 발에 경미한 증상이 남아 있었다. 보겐홀름의 사례는 선도적인 영국 의학 저널인 란셋과 의학 교과서에서 논의되었다.

## 배경 및 사고
안나 보겐홀름은 1970년 스웨덴 베네르스보리에서 8남매 중 한 명으로 태어났다. 사고 당시 그녀는 29세였고 정형외과 의사가 되기 위해 공부하고 있었다. 보겐홀름은 나르비크에서 전공의를 하기로 결정했고, 1998년 5월 나르비크 병원의 보조 외과 의사가 되었다. 이 기간 동안 보겐홀름의 멘토는 1999년 5월 20일에 은퇴 파티를 열 예정이었던 나르비크 병원의 의사 잉베 존스였다.
그날 보겐홀름은 동료인 마리 팔켄베리와 토르빈 나이스하임과 함께 나르비크 외곽 산에서 스키를 타고 있었다. 숙련된 스키어였던 보겐홀름은 퇴근 후 자주 스키를 탔다. 그녀는 이전에 여러 번 갔었던 가파른 산비탈을 내려가던 중 스키 통제력을 잃었다. 그녀는 폭포 근처의 얼어붙은 개울 위 얼음층에 머리부터 넘어졌고, 등부터 착지했다. 얼음에 구멍이 뚫렸고 보겐홀름의 머리와 몸통이 녹은 물이 옷을 채우면서 물속으로 빨려 들어갔다. 그녀의 몸은 두께가 20 센티미터 (7.9 in)인 얼음 아래에 갇혔다. 팔켄베리와 나이스하임이 보겐홀름을 발견했을 때, 그녀의 발과 스키만 얼음 위에 나와 있었다.

## 구조 시도
보겐홀름의 동료들은 그녀를 구출하려 했지만 실패했다. 현지 시간 (CET) 18시 27분, 그녀가 물에 빠진 지 7분 후, 그들은 휴대폰으로 도움을 요청했다. 경찰 중위 바르드 미칼센이 전화를 받고 두 개의 구조팀을 구성했다. 하나는 산 정상에, 다른 하나는 산 아래에. 미칼센은 또한 보되 구조팀에 연락했는데, 그 팀은 시 킹 헬리콥터를 갖추고 있었지만, 헬리콥터가 아픈 아이를 이송하기 위해 떠났다고 말했다. 미칼센은 끈질기게 설득하여 관제사가 헬리콥터를 되돌리게 했다.
팔켄베리와 나이스하임은 구조팀이 도착할 때까지 보겐홀름의 스키를 잡고 있었다. 처음에는 보겐홀름이 차가운 물에서 허우적거렸지만, 공기 주머니를 찾아 심정지를 겪기 전까지 40분 동안 의식을 유지할 수 있었다. 케틸 싱스타드는 산 정상에서 구조팀을 이끌었다. 그는 보겐홀름의 위치로 최대한 빨리 스키를 탔고, 그곳에서 그와 그의 구조팀은 로프로 그녀를 끌어내려 했지만 실패했다. 그런 다음 그들은 그녀를 파내려 했지만, 그들의 눈삽은 얼음을 뚫을 수 없었다. 그때 산 아래에서 온 구조대원들이 뾰족한 정원 삽을 가지고 도착했다. 그들은 얼음에 구멍을 뚫고 그녀를 끌어낼 수 있었고 19시 40분에 성공했다. 보겐홀름은 구조될 때까지 80분 동안 물 속에 있었다.

## 소생 및 회복

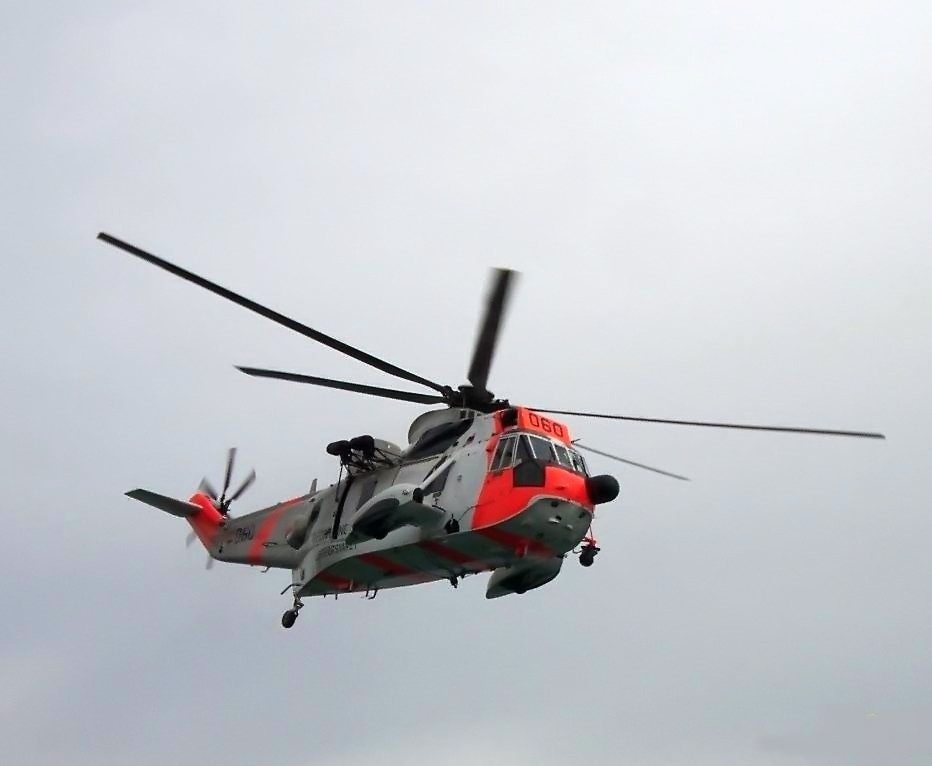
시 킹 헬리콥터가 보겐홀름을 트롬쇠 대학교 병원으로 이송했다.

보겐홀름이 물에서 끌려 나왔을 때, 그녀의 동공은 확장되어 있었고, 혈액은 순환하지 않았으며, 숨을 쉬지 않았다. 두 의사였던 팔켄베리와 나이스하임은 그녀에게 심폐소생술을 시작했다. 구조 헬리콥터가 곧 도착했고 보겐홀름은 한 시간 안에 트롬쇠 대학교 병원으로 이송되었다. 헬리콥터 응급팀은 비행 중에도 계속 심폐소생술을 실시했으며, 산소로 환기를 시켰다. 그녀는 또한 세동제거로 치료를 받았지만 효과는 없었다.
보겐홀름은 21시 10분에 병원에 도착했다. 이 시점에서 그녀의 체온은 13.7 °C (56.7 °F)였는데, 이는 당시 우발적 저체온증을 겪은 사람 중 기록된 가장 낮은 생존 체온이었다. 병원 응급실장인 마스 길베르트 박사는 소생 시도를 진행했다. 그는 보겐홀름의 상태에 대해 "그녀는 동공이 완전히 확장되어 있었다. 회색빛, 아마색의 흰색이었다. 젖어 있었다. 피부를 만졌을 때 얼음처럼 차가웠고, 완전히 죽은 것처럼 보였다."라고 말했다. 길베르트는 노르웨이의 추운 기후 때문에 이전에 많은 저체온증 환자를 치료한 경험이 있었고, 보겐홀름을 치료하는 방법을 알고 있었다. 그녀에게 연결된 심전도는 생명의 징후를 보이지 않았지만, 길베르트는 환자를 "죽었다고 선언하기 전에 따뜻하게 해야 한다"는 것을 알고 있었다. 그와 그의 팀은 보겐홀름의 뇌가 구조 후 받은 심폐소생술로 충분한 산소를 공급받았기를 바랐다.
보겐홀름은 수술실로 옮겨졌고, 그곳에서 100명 이상의 의사와 간호사로 구성된 팀이 교대로 9시간 동안 그녀의 생명을 구하기 위해 노력했다. 21시 40분, 그녀는 심폐 바이패스 기계에 연결되어 몸 밖에서 혈액을 따뜻하게 한 다음 정맥으로 다시 주입했다. 보겐홀름의 첫 심장 박동은 22시 15분에 기록되었고, 그녀의 체온은 0시 49분에 36.4 °C (97.5 °F)로 상승했다. 보겐홀름의 폐 기능은 02시 20분에 악화되었고, 그녀는 이후 35일 동안 인공호흡기에 연결되어 있었다.
보겐홀름은 곧 생존 징후를 보이기 시작했고, 5월 30일에 목 아래로 마비된 채 깨어났다. 그녀는 평생 누워서 살게 될까봐 두려웠고, 자신을 구한 동료들에게 화를 냈다. 그러나 보겐홀름은 곧 마비에서 회복되었고 나중에 친구들에게 사과했다. "그들이 저를 살렸다는 것을 알았을 때 매우 짜증이 났습니다. 품위 없는 무의미한 삶을 살게 될까봐 두려웠습니다. 이제 살아있다는 것이 매우 행복하고 사과하고 싶습니다." 보겐홀름의 콩팥과 소화계가 제대로 작동하지 않아, 그녀는 두 달 더 집중치료실에서 회복해야 했다. 트롬쇠 집중치료실에서 28일을 보낸 후, 그녀는 나머지 회복을 위해 구급 헬리콥터로 스웨덴으로 이송되었다.
오슬로 국립병원의 페테르 안드레아스 스틴 교수는 보겐홀름의 생명을 구할 수 있었던 것은 "특별한 의학적 성과"라고 말했다. 그는 그녀가 회복할 수 있었던 이유는 사고 중에 물질대사가 느려졌고 낮은 온도에서 몸 안의 조직이 산소를 덜 필요로 했기 때문이라고 생각했다. 매사추세츠 종합병원에서 발행하는 잡지 프로토에 따르면, 보겐홀름의 물질대사는 기준율의 10%까지 느려졌고 따라서 그녀는 거의 산소가 전혀 필요하지 않았다.

## 그 후
보겐홀름의 몸에 심각한 손상이 있었음에도 불구하고 영구적인 뇌 손상은 진단되지 않았다. 길베르트는 이에 대해 다음과 같이 말했다. "그녀의 심장이 멈추기 전에 몸이 완전히 식을 시간이 있었다. 심장이 멈췄을 때 그녀의 뇌는 너무 차가워서 뇌세포가 산소를 거의 필요로 하지 않았고, 그래서 뇌가 꽤 오랫동안 생존할 수 있었다." 길베르트는 또한 보겐홀름의 사례가 유명해진 후 노르웨이 병원에서 체온을 낮춰 순환 정지 환자를 구하는 방법인 치료적 저체온증이 더 자주 사용되고 있다고 언급했다.
보겐홀름은 1999년 10월에 직장에 복귀했다. 1999년 10월 7일—사고 발생 140일 후—그녀는 트롬쇠 병원으로 돌아와 자신의 생명을 구해준 의사와 간호사들을 만났다. 보겐홀름은 "환자일 때는 죽을 거라고 생각하지 않는다. 나는 해낼 거라고 생각한다. 하지만 의료인으로서 살아있다는 것이 놀랍다."라고 말했다. 2009년 10월 현재, 보겐홀름은 거의 완전히 회복되었지만, 신경 손상과 관련된 손과 발에 경미한 증상이 남아 있다. 2009년 말에는 자신의 생명을 구한 병원에서 영상의학과 의사로 일하고 있었다.

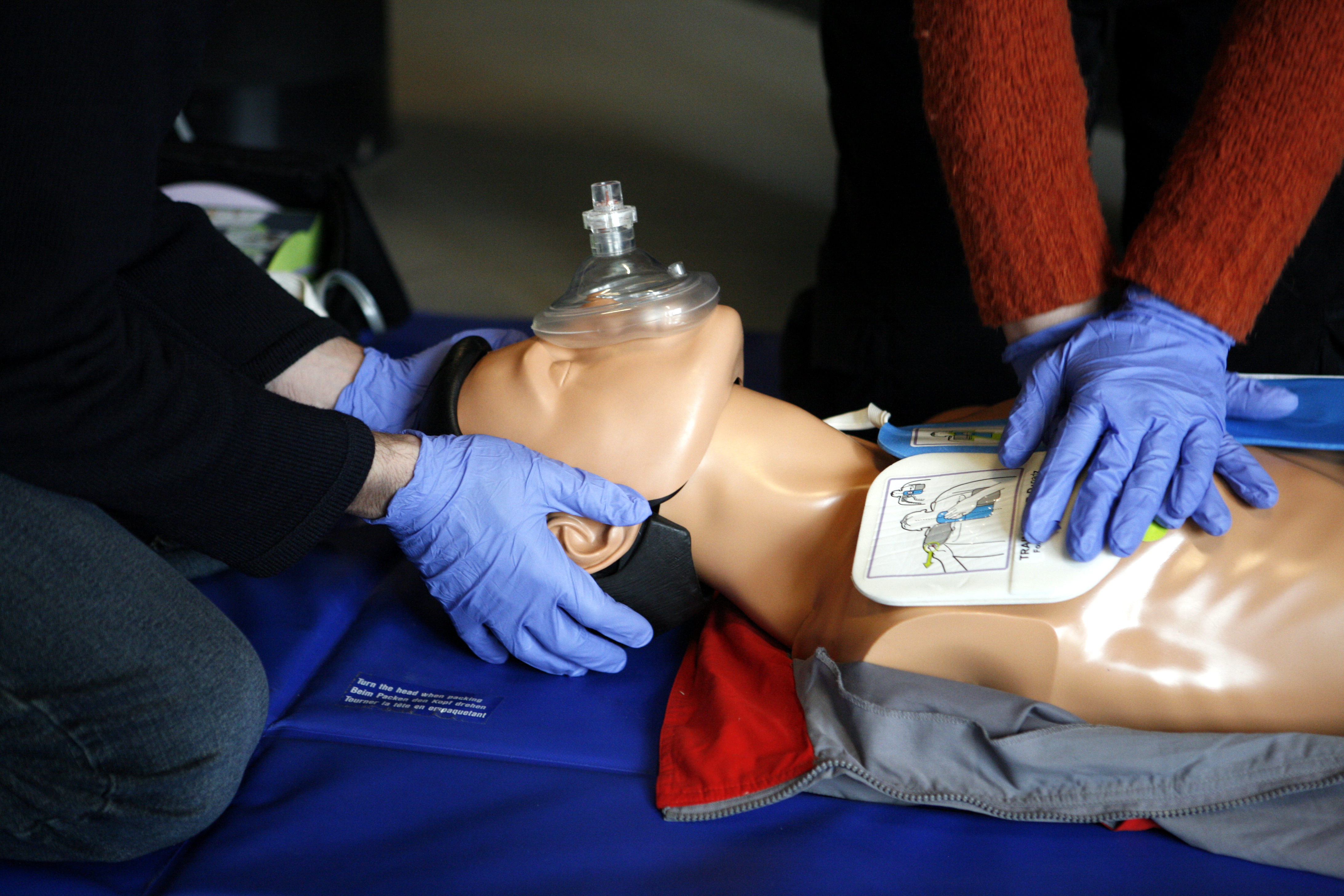
길베르트는 격렬한 심폐소생술이 심정지를 겪는 우발적 저체온증 환자를 구조하는 데 중요한 역할을 한다고 말했다.

BBC 뉴스에 따르면, 극심한 저체온증을 겪는 대부분의 환자는 의사가 심장을 다시 뛰게 할 수 있더라도 사망한다. 체온이 28 °C (82 °F) 아래로 떨어진 성인의 생존율은 10%–33%이다. 보겐홀름의 사고 이전에는 가장 낮은 생존 체온은 14.4 °C (57.9 °F)였는데, 이는 어린이에게서 기록된 것이다. 길베르트는 다음과 같이 말했다. 
"심한 우발적 저체온증으로 순환 정지를 겪는 환자는 완전 회복 가능성이 있는 소생 가능한 환자로 보아야 한다. 이러한 한계 소생 노력의 주요 성공 요인은 활발한 심폐소생술을 통한 초기 목격자 행동 및 응급 시스템의 조기 경고, 적절한 구조대(지상 및 항공 구급차)의 조기 파견, 병원 외부와 내부 자원 간의 좋은 협력, 적극적인 재가온, 그리고 포기하지 않는 정신이다."

 웨일스 티윈의 일반의 젤 카워드는 극심한 저체온증을 겪는 사람들은 종종 맥박을 감지하기 어렵기 때문에 잘못해서 사망했다고 생각하기 쉽다고 말했다. 그는 이 사건이 "차가운 사람의 사망을 진단하기 전에 얼마나 신중해야 하는지"를 정말로 깨닫게 해준다고 말했다.
사고 이후, 보겐홀름은 허구 및 의학 교과서의 주제가 되었고, 그녀의 사례는 선도적인 영국 의학 저널인 란셋에서 논의되었다. 2009년 10월 25일, 그녀의 이야기는 CNN의 TV 프로그램 Another Day: Cheating Death에 방영되었다. 산제이 굽타가 진행하는 이 프로그램은 모든 역경을 딛고 심각한 상황에서 살아남은 사람들의 이야기를 다룬다. 보겐홀름은 이 프로그램이 시청자들에게 저체온증에 대한 더 많은 지식을 제공하기를 바랐다. 이 이야기는 또한 굽타의 동반 서적인 Cheating Death: The Doctors and Medical Miracles that Are Saving Lives Against All Odds에도 포함되어 있다. 2009년 10월 30일, 보겐홀름과 길베르트는 프레드리크 스카블란이 진행하는 인기 있는 노르웨이 NRK 토크쇼 스카블란에 함께 출연했다.

## 같이 보기
- 치료적 저체온증